# Han Young-soo
Pour les articles homonymes, voir Han.
Dans ce nom coréen, le nom de famille, Han, précède le nom personnel.
Han Young-soo (en coréen : 한영수) (né en 1933 à Kaesŏng et mort en 1999 à Séoul) est un photographe sud-coréen, considéré comme le « Cartier-Bresson sud-coréen » , pionnier de la photographie de mode en Corée du Sud, mais également connu pour ses photographies des années 1950 et 1960 qui montrent l'évolution rapide du pays au cours de cette période marquée par les efforts pour la reconstruction après la fin de la guerre de Corée.

## Biographie
Né à Kaesŏng, une ville aujourd'hui située en Corée du Nord, à seulement sept kilomètres de la frontière avec la Corée du Sud, Han Young-soo grandit dans un environnement aisé. Pendant sa jeunesse, il s'initie à la peinture et à la photographie. Lors de la guerre de Corée, il est mobilisé et participe aux combats en première ligne, « assistant avec rage à la tragédie des champs de bataille », comme il le dit lui-même. Cette expérience le marque profondément et l'influence dans sa décision de devenir photographe : « Je me rends compte aujourd'hui que c'est précisément cette expérience qui m'a conduit à m'ouvrir à la photographie et à une forme de méditation sur la vie en général. Revenir sur les jours sombres de notre histoire peut être douloureux, mais le passé n'engendre-t-il pas le présent ? » 
Démobilisé en 1955, il quitte l'armée empreint de ces souvenirs terribles et se retrouve plongé dans un pays qui portait encore les traces de poudre de la guerre. En 1956 il entame sa carrière de photographe en photographiant pendant plusieurs années la vie quotidienne des habitants au tournant des années 1950-1960, les paysages,  la reconstruction du pays dans les villes et les villages, et les transformations spectaculaires que connait Séoul pendant cette période.
Au cours de l'année 1958, Han Young-soo rejoint Shinsunhoe, le premier groupe de recherche photographique de Corée et en parallèle, dès la fin des années 1950, il débute son activité de photographe publicitaire et de  mode, qui lui vaut une grande renommée, et pour laquelle il fonde en 1966 le studio de photographie publicitaire Han.
En 2017, le Centre international de la photographie de New York présente « His Modern Times in Seoul », la première grande exposition américaine consacrée à son travail sur la période 1958-1963, au cours de laquelle il a documenté la transformation spectaculaire de Séoul et de la Corée après la fin de la guerre de Corée. Comme le souligne l'ICP dans la présentation de cette exposition, Han Young-soo était peu connu de son vivant en dehors de la Corée, mais après sa disparition sa notoriété s'étend bien au-delà des frontières de son pays natal, et « aujourd'hui, ses photographies surprennent. Avec leur composition impeccable, leur minutage parfait et leur attention scrupuleuse aux détails sociaux, elles évoquent le travail d'un cousin coréen depuis longtemps perdu de vue de certains des premiers photographes de Magnum tels qu'Henri Cartier-Bresson, David Seymour (Chim) et Marc Riboud. » 
Selon le critique Young Jun-lee, « l'une des caractéristiques importantes des photographies de Han Young-soo était son intérêt pour le moderne. Il avait un œil aiguisé sur les moments formés par le système moderne, les fragments de vie qui en découlaient et leurs traces visuelles » .
Han Young-soo meurt des suites d'un cancer en 1999, à l'âge de 66 ans.

### La Fondation culturelle Han Young-soo
Après sa mort, sa fille Han Sun-jung crée la Fondation Han Young-soo pour préserver les archives de son père et promouvoir la reconnaissance de son œuvre. En 2014, afin de commémorer le 15e anniversaire du décès du photographe, la Fondation publie un premier livre intitulé Seoul Modern Times : 1956-1963, avec un texte du critique Young Jun-lee, qui contient des images soulignant l'intérêt du photographe pour la modernité qui émerge en Corée dans la période des années 1950-1960. Trois autres livres — Once Upon a Time (2015), Time Flows in River (2017) et When the Spring Wind Blows (2020) — sont publiés à la suite es années suivantes, présentant d'autres aspects de l'œuvre de Han Young-soo.

## Publications
- 2014 : Seoul Modern Times : 1956-1963, texte de Young Jun-lee, 176 pages, éditions Han's Graphic, Séoul •  (ISBN 978-8-99689-894-8)
- 2015 : Once Upon a Time, texte de Lee Mun-woong, , 176 pages, éditions Han's Graphic, Séoul •  (ISBN 978-8-99689-896-2)
- 2017 : Time Flows in River, textes de Károly Kincses et Rubino Emile, 176 pages, éditions Han's Graphic, Séoul •  (ISBN 978-8-99689-894-8)
- 2020 : When the Spring Wind Blows, textes de Virginia Moon, Kim Soo-jin et Han Sun-jung, 176 pages, éditions Han's Graphic, Séoul •  (ISBN 978-8-99689-894-8)

## Expositions

### Expositions personnelles
- 1999 : Rétrospective, Maison hongroise de la photographie Mai Manó (Mai Manó Ház), Budapest, Hongrie
- 2014 : En Convalescence, Rencontres de la photographie d'Arles, Atelier de Chaudronnerie, Parc des Ateliers, du 7 juillet 2014 au 21 septembre 2014 [5]
- 2017 : Han Young-soo: Photographs of Seoul 1956–63, ICP at Mana, Jersey City, New Jersey, du 24 février 2017 au 9 juin 2017 [6]
- 2018 : Han Young-soo: Photographs of Korea, 1956-1963, Baik Art Gallery, Los Angeles, États-Unis du 22 septembre 2018 au 21 novembre 2018
- 2022 : Once Upon a Time, Gallery2, Jeju, Île de Jeju, Corée du Sud

### Expositions collectives
- 2006 : Korean New Days, Festival Fotofo, Bratislava
- 2012 : Trace of Life: Seen Through Korean Eyes, 1945–1992, présentant les œuvres de treize photographes coréens (Koo Wangsam, Lim Eungsik, Lee Haesun, Lee Hyungrok, Kim Hanyong, Han Youngsoo, Chung Bumtae, Choi Minsik, Joo Myungduk, Hong Suntae, Yuk Myungshim, Kim Kichan, et Kim Soonam) appartenant aux collections du musée Dong-Gang, l'un des premiers musées publics de photographie en Corée, The Korea Society Gallery, New York, du 19 septembre 1992 au 7 décembre 1992 [7]
- 2021 : The Times They Were, Gallery Ryugaheon, Seoul (2021)